# David Fernández Borbalán
David Fernández Borbalán (ur. 30 maja 1973 w Almeríi) – hiszpański sędzia piłki nożnej posiadający licencję krajową i międzynarodową (od 2010 roku).
Po raz pierwszy mecz piłkarski rozgrywany na najwyższym szczeblu rozgrywkowym sędziował 12 września 2004 roku, gdy w ramach rozgrywek hiszpańskiej Primera División Levante UD pokonało Racing Santander 3:1. Jest drugim w historii sędzią piłkarskim pochodzącym z Almeríi, który sędziował mecze Primera División (pierwszym był Juan Andújar Oliver).
W 2010 roku uzyskał licencję międzynarodową i od tego czasu prowadzi także mecze przeprowadzane w ramach rozgrywek prowadzonych przez federacje FIFA i UEFA – między innymi eliminacji Mistrzostw Europy w Piłce Nożnej 2012, Ligi Mistrzów UEFA oraz Ligi Europy UEFA.
W dotychczasowej karierze sędziowskiej prowadził ponad 120 spotkań Primera División, kilkanaście meczów międzynarodowych i blisko 20 spotkań w ramach Pucharu Króla, a także finał Pucharu Armenii w sezonie 2010/2011 i rewanżowy mecz Superpucharu Hiszpanii w 2011 roku.